# Niemand hört dich
Niemand hört dich – pierwsza studyjna płyta zespołu Panik. Została wydana 20 kwietnia 2007, premiera w Polsce miała miejsce 29 czerwca 2007.

## Lista utworów
1. Revolution
2. So wie du
3. Neustart
4. Vorbei
5. Niemand hört dich
6. Warum?
7. Wie es ist
8. Alles endet Hier
9. Dein Echo
10. Himmel Hilf
11. Geht ab
12. Ein neuer Tag